# Buffalo (Virginia Occidental)
Buffalo es un pueblo ubicado en el condado de Putnam en el estado estadounidense de Virginia Occidental. En el Censo de 2010 tenía una población de 1236 habitantes y una densidad poblacional de 289,05 personas por km².

## Geografía
Buffalo se encuentra ubicado en las coordenadas 38°36′43″N 81°58′54″O / 38.61194, -81.98167. Según la Oficina del Censo de los Estados Unidos, Buffalo tiene una superficie total de 4.28 km², de la cual 3.64 km² corresponden a tierra firme y (14.96%) 0.64 km² es agua.

## Demografía
Según el censo de 2010, había 1236 personas residiendo en Buffalo. La densidad de población era de 289,05 hab./km². De los 1236 habitantes, Buffalo estaba compuesto por el 97.41% blancos, el 0.49% eran afroamericanos, el 0.24% eran amerindios, el 0.4% eran asiáticos, el 0% eran isleños del Pacífico, el 0.4% eran de otras razas y el 1.05% pertenecían a dos o más razas. Del total de la población el 0.73% eran hispanos o latinos de cualquier raza.